# Hannu Patronen
Hannu Patronen (Järvenpää, 23 maggio 1984) è un ex calciatore finlandese, di ruolo difensore.

## Carriera

### Nazionale
Tra il 2008 ed il 2016 ha giocato complessivamente 6 partite con la nazionale finlandese.

## Palmarès

### Club

#### Competizioni nazionali
- Campionato finlandese: 2

HJK: 2017, 2018
- Svenska Cupen: 2

Helsingborg: 2010, 2011
- Supercupen: 1

Helsingborg: 2011
- Suomen Cup: 1

HJK: 2016-2017